# 花港观鱼

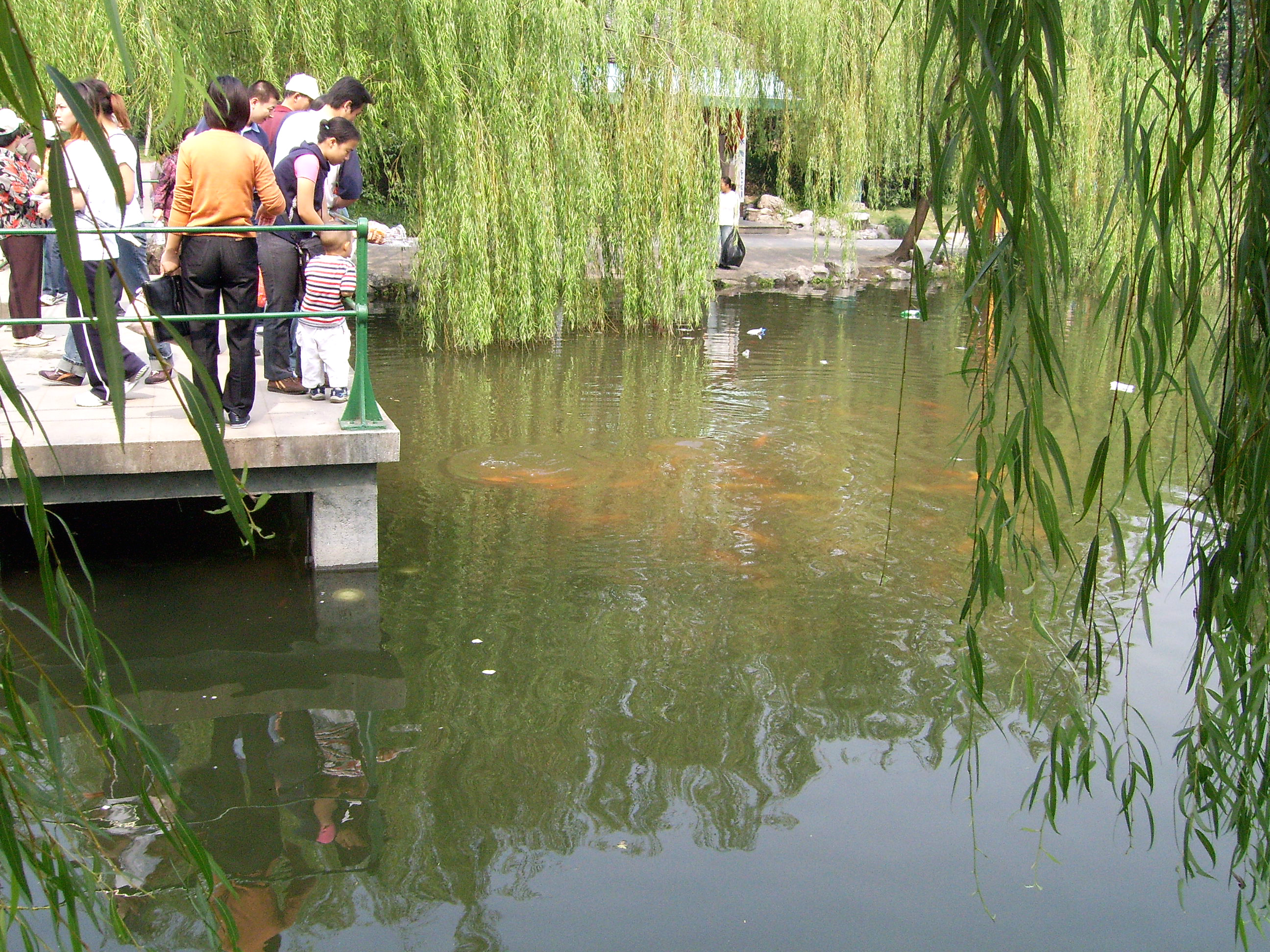
花港觀魚

花港觀魚是西湖十景之一，魚池中養著數千尾紅鯉。遊人以餵食紅鯉為一樂趣。
花港觀魚公園內的中心是牡丹亭，側旁種植了大量牡丹，是杭州市民休閒度假的傳統場所之一。

## 地名由来
「港」是北部吴语中对（断头）河流的通称，如河港、紫金港、蒋村港、十字港等，并非「港口」的含义。花港又称花溪，是从花家山上流下的小河，起初也与鲜花无关。